# Duvalius bekchievi
Duvalius bekchievi (лат.) — вид жуков-жужелиц из подсемейства трехин. Длина тела 4,1—4,5 мм — от переднего края лябрума (верхней губы) до вершины надкрылий; широчайшая точка тела 1,4—1,6 мм. Жуки средних размеров, красноватые, имеющие удлинённые усики и ноги, сердцевидную переднеспинку. Тело без густых волосков, только на придатках. Крылья редуцированы.